# Моррелл, Бенджамин
Бенджамин Моррелл (англ. Benjamin Morrell; 5 июня 1795, Рай, штат Нью-Йорк — 1839) — американский капитан и исследователь, который между 1823 и 1831 годами совершил ряд путешествий, преимущественно в Южном океане и на островах Тихого океана, которые были описаны в его книге «Рассказ о четырёх путешествиях» (Narrative of Four Voyages).
Родился в городке Рай (округ Уэстчестер штата Нью-Йорк) 5 июля 1795 года. Вырос в Стонингтоне, штат Коннектикут, где его отец, которого тоже звали Бенджамин, работал кораблестроителем.
В ходе промышленно-исследовательской экспедиции на шхуне «Восп» в антарктическом море Ведделла в своей книге Морелл указывает точные координаты острова-призрака Новая Южная Гренландия и приблизительное описание его береговой линии, простиравшейся, по его заявлению, более чем на 480 км.
Другим островом-призраком стал Остров Байерса в Тихом океане, который Бенджамин Моррелл якобы 12 июля 1825 нашёл под координатами 28° 32' N; 177° 04' E.